# Storia del tennis

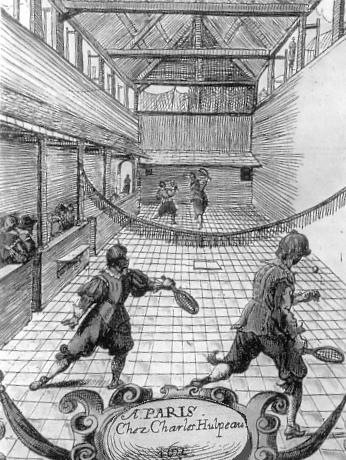
Jeu de paume a Parigi (antico campo di pallacorda)

Questa voce descrive la storia del tennis dalle origini ai giorni nostri, raccontando l'evoluzione graduale nei dettagli.

## Storia

### Origine
La storia del tennis risale  all'antico gioco greco dello sphairistike, poi riformato durante il Medioevo, infatti è menzionato nella letteratura medievale. Gawain Gwalltafwyn, uno dei cavalieri della Tavola Rotonda, giocava a una specie di tennis con un gruppo di giganti nel racconto The Turke and Gowin.
La forma medievale del tennis è chiamata real tennis:  dall'inglese royal, "regale", poi diventato "real" perché molto praticato a corte. Il real tennis, che in una sua variante si pratica tuttora, è simile alla  plurisecolare disciplina chiamata jeu de paume in francese: un antico gioco, francese e italiano del XII secolo, chiamato pallacorda, che aveva dei richiami alla palla basca e alla palla a muro; prima la palla era colpita con la mano nuda, poi con la stessa coperta da un guanto. Una teoria suggerisce che il gioco fosse inizialmente giocato dai monaci di clausura, viste le dimensioni e la forma dei primi campi. Intorno al 1520 il guanto era diventato una piccola racchetta. Un ritratto del re Carlo IX di Francia del 1552 ritrae il neonato sovrano con una racchetta in mano. Il real tennis aumentò la sua popolarità di volta in volta tra i nobili francesi e raggiunse il massimo picco nel XVI secolo.
Francesco I di Francia, che era appassionato del real tennis, costruì campi e divulgò il gioco sia tra i membri della corte sia tra il popolo. Anche il suo successore Enrico II era un ottimo giocatore e continuò la tradizione; il prete italiano Antonio Scaino da Salò descrisse tale gioco nel libro intitolato Trattato del Giuoco della Palla, scritto nel 1555. Ben due re francesi morirono in incidenti legati al gioco: Luigi X per ripetuti attacchi dopo una partita e Carlo VIII per aver sbattuto la testa su un architrave mentre si recava a vedere una partita.

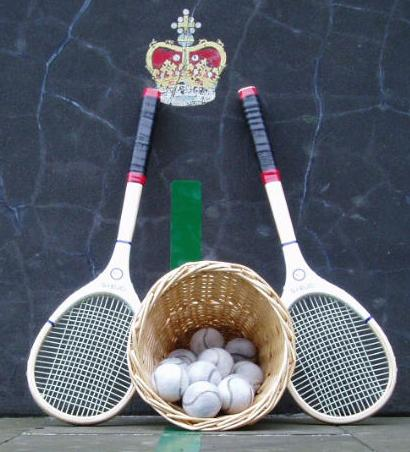
Racchette e palle da pallacorda

Il re Carlo IX stabilì la prima corporazione dei professionisti di pallacorda nel 1571, organizzando inoltre il primo torneo con racchette, diviso in tre categorie: apprendisti, amatori, professionisti. Il primo codice che stabiliva il regolamento ufficiale fu pubblicato nel 1599 da un professionista di nome Forbet.
Con Enrico V d'Inghilterra la pallacorda era divenuto popolare anche fra i reali inglesi, ma fu Enrico VIII a rendere lo sport famoso nel suo paese, giocando a Hampton Court Palace, in un campo che aveva fatto costruire nel 1530 e in altri dispersi nel palazzo reale. Si ritiene che Anna Bolena stesse assistendo a un incontro di real tennis quando venne fatta arrestare e che Enrico stava giocando quando gli giunse la notizia della sua esecuzione. Durante il regno di Giacomo I d'Inghilterra c'erano quattordici campi nella sola Londra. William Shakespeare menziona le palle da real tennis (chiamandole tennis balles) nella sua opera Enrico V quando un cestino pieno di palle viene consegnato a Re Enrico come simbolo della sua giovinezza e spensieratezza.
Nel XVII secolo il gioco si diffuse completamente tra la nobiltà della Francia, della Spagna, dell'Italia e dell'Impero austro-ungarico, ma nel periodo di affermazione del puritanesimo subì una pesante perdita di popolarità. Ai tempi di Napoleone il real tennis era stato ormai largamente abbandonato dalle famiglie nobili. Nella Rivoluzione francese la pallacorda giocò un non piccolo ruolo con la firma del Giuramento della Sala della Pallacorda.
Durante il XVIII e all'inizio del XIX secolo il real tennis diminuì molto il suo seguito di praticanti e spettatori, sostituito da altri tre sport con palla e racchetta: il racquets, lo squash e il lawn-tennis, ovvero lo sport che tutti conoscono semplicemente come tennis.

### Etimologia
Il nome del tennis non è sempre stato quello che è in uso nel XXI° secolo. In Italia era spesso confuso con la pallacorda, e nella stessa Francia era chiamato jeu de paume. Il nome nacque dall'errore di pronuncia dei primi tennisti inglesi: nel XV secolo era obbligatorio, prima di lanciare la palla, gridare l'avvertimento tenez! (francese per tenete!). L'assonanza portò poi gli inglesi a chiamare il gioco "tennis".
Per uno strano gioco del caso, però, in Inghilterra è improprio chiamare il tennis con la sola parola tennis: questo nome è infatti ancora riservato alla pallacorda, il nome corretto è lawn-tennis, anche se ovviamente tutti, inglesi compresi, per comodità hanno abbreviato a "tennis".

### Il tennis moderno

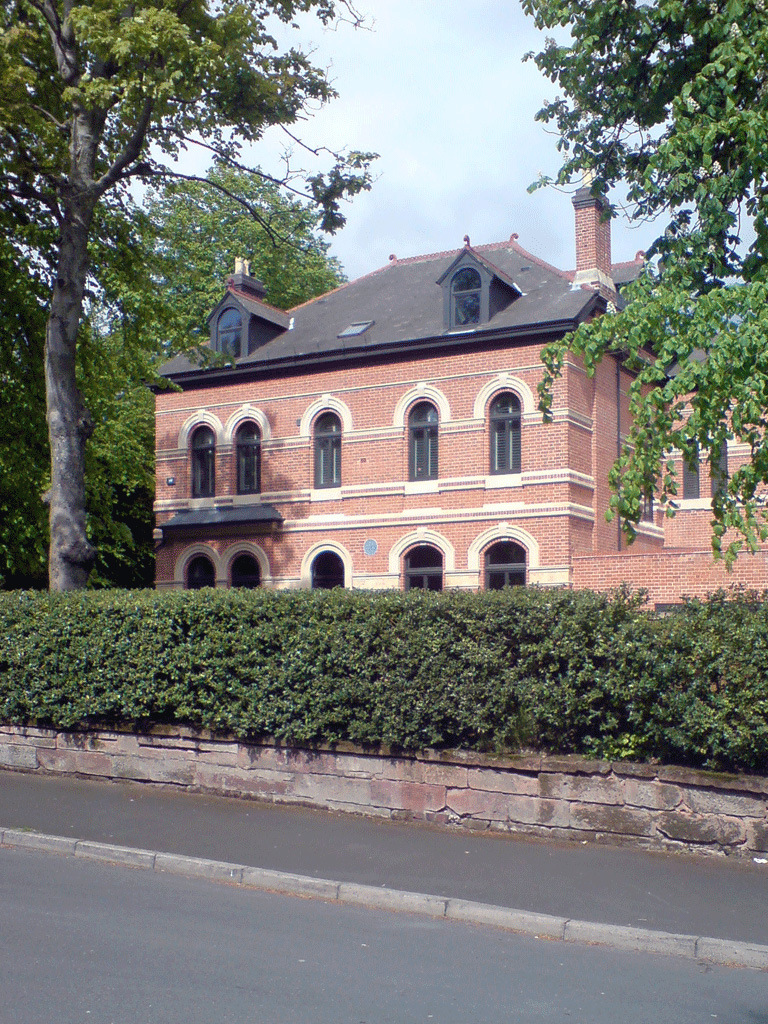
Casa di Augurio Perera in Birmingham, quartiere Edgbaston, dove fu sperimentata la prima partita di tennis tra Gem e Perera nel 1859

La prima forma di "lawn tennis" fu ideata e praticata da Harry Gem e Augurio Perera nel 1859. Gem, giocatore di real tennis, era un militare inglese e Perera era un mercante spagnolo, che per motivi di lavoro risiedeva a Birmingham: infatti sul campo da croquet nella casa di Perera, sita nel quartiere Edgbaston, fu sperimentata la prima partita di tennis su erba con rete divisoria posizionata in alto, che fu chiamato "lawn tennis". Sulla facciata della casa di Perera si può leggere un breve testo, inciso su una targa, che segnala l'evento della prima partita di tennis svolta nel 1865, ma dopo uno studio approfondito, gli esperti hanno affermato che la prima partita,  con un regolamento rudimentale, risale al 1859. 
 Dopo Gem si trasferì a Leamington, dove fondò il primo circolo di tennis con Perera e altri amici nel 1872: infatti il primo pluricampione del torneo di Wimbledon, vincendo sette volte in singolare, fu William Renshaw, che a Leamington era nato e imparò a giocare in tale circolo con il suo gemello Ernest Renshaw, che pure vinse a Wimbledon una volta in singolare e cinque volte in doppio con William.
Nel 1874 il maggiore inglese Walter Clopton Wingfield brevettò alla "Camera dei Mestieri" di Londra l'invenzione di un nuovo gioco, consistente in un campo a forma di clessidra, diviso al centro da una rete sospesa. Il gioco era addirittura confezionato in una scatola contenente alcune palle, quattro racchette, la rete e le indicazioni per segnare il campo. Il gioco era fondato sulle regole del vecchio real tennis e, su suggerimento di Arthur Balfour, venne chiamato lawn-tennis. La "data di nascita" ufficiale del tennis risulterebbe dunque il 23 febbraio 1874.
Wingfield prese in prestito parole ed espressioni francesi per la nomenclatura del suo gioco:
- deuce (usato per indicare il 40 pari), deriva da à deux le jeu, che significa "a entrambi il gioco".
- love (usato nei punteggi per chiamare lo zero), deriva da l'oeuf, che significa "l'uovo" e che simboleggia la forma dello zero.

L'inusuale convenzione di segnare i punteggi con 15, 30 e 40 ha sempre suscitato la curiosità degli esperti. Una teoria annuncia che si tratti dei quarti d'ora segnati per prendere il tempo (il 40 deriva da un accorciamento); un'altra invece sostiene che la traduzione francese (quinze, trente et quarante) sia orecchiabile e che quindi il punteggio fosse una sorta di ritornello. Un'altra ancora avanza l'ipotesi che i punteggi si riferiscano ai soldi che venivano scommessi durante le vecchie partite di pallacorda (15 soldi equivalevano a un denaro d'oro).

## Tornei e tour

### La formazione del Grande Slam
Lo sport con le sue nuove regole si diffuse rapidamente in tutto il mondo. Negli Stati Uniti d'America fu giocato la prima volta nel 1874 a Staten Island, nella casa della ricca Mary Ewing Outerbridge. Nel 1881 il desiderio di giocare a tennis competitivamente portò alla fondazione dei primi club. Contemporanea è anche l'istituzione dei quattro Grandi Slam, cioè i quattro tornei di tennis più prestigiosi del mondo. L'Australian Open, l'Open di Francia, il Torneo di Wimbledon e l'US Open restano i tornei più ambiti e il conseguimento di una vittoria in ogni torneo nello stesso anno è chiamato Grande Slam.

#### 1877: Torneo di Wimbledon

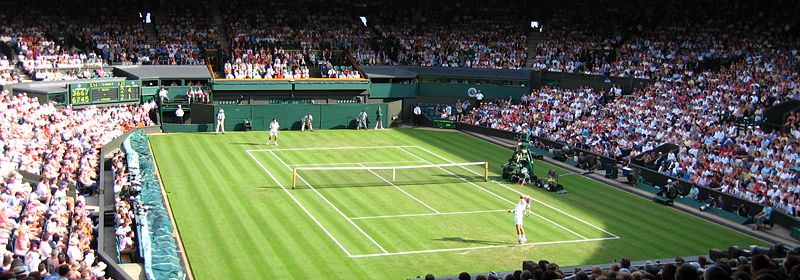
Il Centre Court a Wimbledon

Il Torneo di Wimbledon è il più antico evento di tennis ufficiale del mondo e il più importante torneo internazionale della Gran Bretagna. Istituito nel 1877, il torneo è rimasto praticamente immutato dai tempi della fondazione.
Cronologia
- 1877 - Viene indetto il primo Torneo di Wimbledon
- 1884 - Vengono aggiunti il doppio maschile e il singolare femminile
- 1913 - Vengono aggiunti il doppio femminile e il doppio misto

#### 1881: US Open

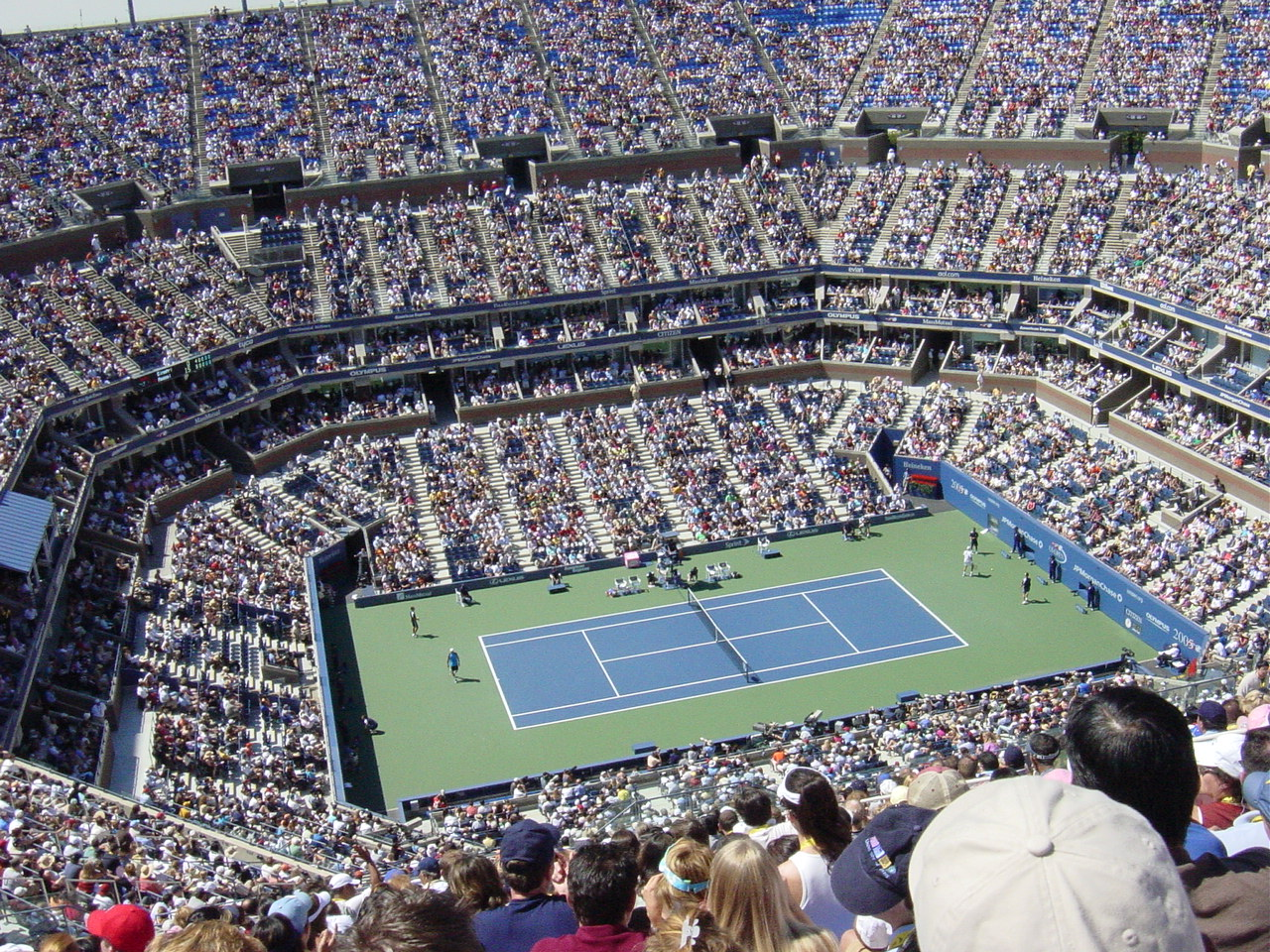
L'Arthur Ashe Stadium degli US Open

L'United States National Men's Singles Championship, chiamato US Open, fu indetto per la prima volta nel 1881 a Newport (Rhode Island): un torneo esclusivamente maschile, disputato sull'erba e riservato ai professionisti. L'equivalente femminile si tenne per la prima volta nel 1887. Il 21 maggio 1881 l'associazione statunitense del tennis si riunì per decretare il regolamento ufficiale.
Cronologia
- 1881 - Viene indetto il primo United States National Men's Singles Championship
- 1915 - La sede del torneo si sposta da Newport a Forest Hills, New York
- 1921 - La sede si sposta nuovamente a Filadelfia, Pennsylvania
- 1924 - La sede torna a Forest Hills
- 1968 - Il torneo viene ribattezzato US Open, per evidenziarne l'apertura anche ai tennisti professionisti
- 1975 - Il terreno dei campi viene cambiato in terra verde
- 1978 - La sede viene spostata a Flushing Meadows Park, dove i campi sono in cemento

#### 1891: Roland Garros

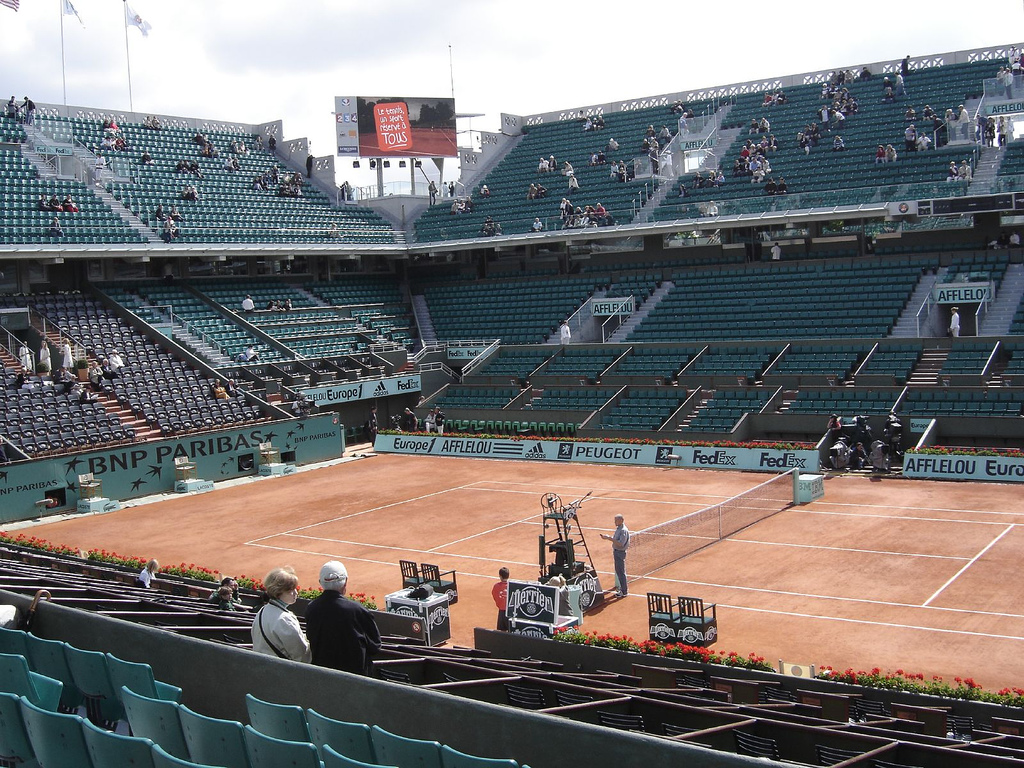
Il campo Court Philippe Chatrier agli Open di Francia

Se il real tennis era stato uno sport principalmente francese, il lawn-tennis era diventato uno sport decisamente inglese, dominato dagli Stati Uniti e dalla Gran Bretagna. La Francia comunque istituì nel 1891 uno dei tornei più prestigiosi di tutti i tempi: il Roland Garros si è sempre giocato su terra battuta, eccetto per qualche anno nella fase iniziale, in cui si è disputato su un misto di sabbia e ciottoli.
Cronologia
- 1891 - Viene indetto il primo Championat de France, accessibile ai soli francesi
- 1912 - Parallelamente al campionato francese, viene creato il World Hard Court Championship: giocato sempre su terra, si teneva allo stadio di Saint-Cloud e era aperto ai giocatori di ogni nazionalità. Venne dismesso nel 1923: nel 1924 lo sostituiranno i Giochi Olimpici e dal 1925 il campionato francese, reso accessibile anche agli stranieri
- 1925 - Il torneo viene ribattezzato Championnats Internationaux de France, accessibile dai giocatori di qualunque nazionalità
- 1928 - Il torneo viene chiamato Tournoi de Roland Garros e si sposta nella sua sede definitiva
- 1968 - Con l'avvento dell'era Open, il torneo diviene noto anche come Open di Francia

#### 1905: Australian Open

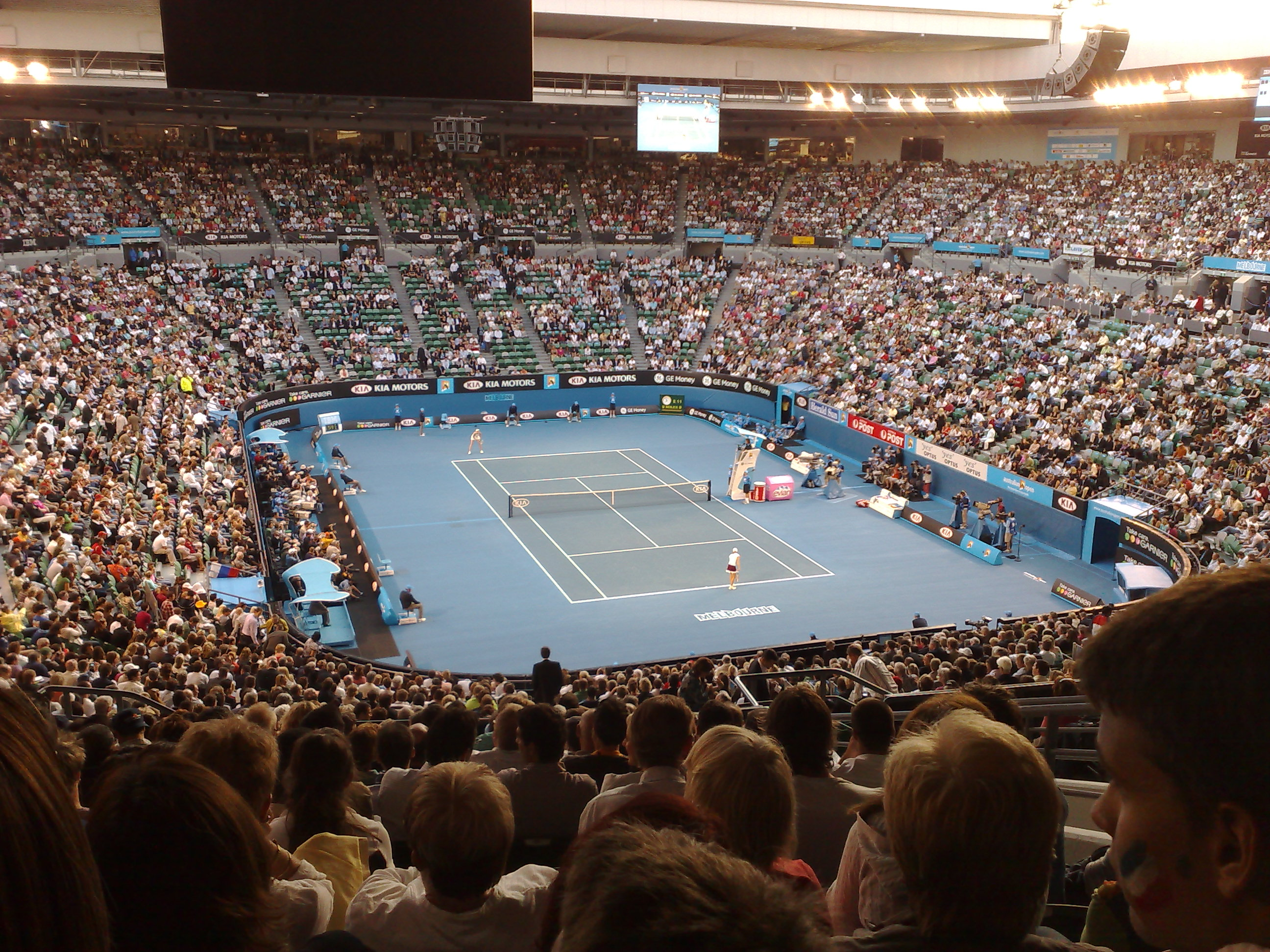
La Rod Laver Arena degli Australian Open

Il primo Australian Open si tenne nel 1905 con il nome di Australasian Championships. Soprattutto a causa della sua posizione geografica, il torneo inizialmente non ottenne attenzioni da parte dei grandi campioni. Fino agli anni ottanta il torneo continuò a essere considerato "di serie B". Nel 1988, però, la sede si ritrasferì a Melbourne e da allora l'Australian Open venne finalmente considerato allo stesso livelli degli altri tre Grandi Slam. I primi tornei si giocavano sull'erba.
- 1905 - Vengono indetti i primi Australasian Championships a Melbourne
- 1906 - La sede del torneo si alterna tra Melbourne, Sydney, Adelaide, Brisbane e Perth
- 1927 - Il nome del torneo diventa Australian Championships
- 1969 - Il torneo si apre anche ai non professionisti e viene ribattezzato Australian Open
- 1972 - Il torneo viene trasferito a Kooyong
- 1988 - Il torneo viene trasferito nei campi sintetici di Melbourne Park
- 2008 - Il terreno viene trasformato in plexicushion, un nuovissimo materiale sintetico

### Coppa Davis

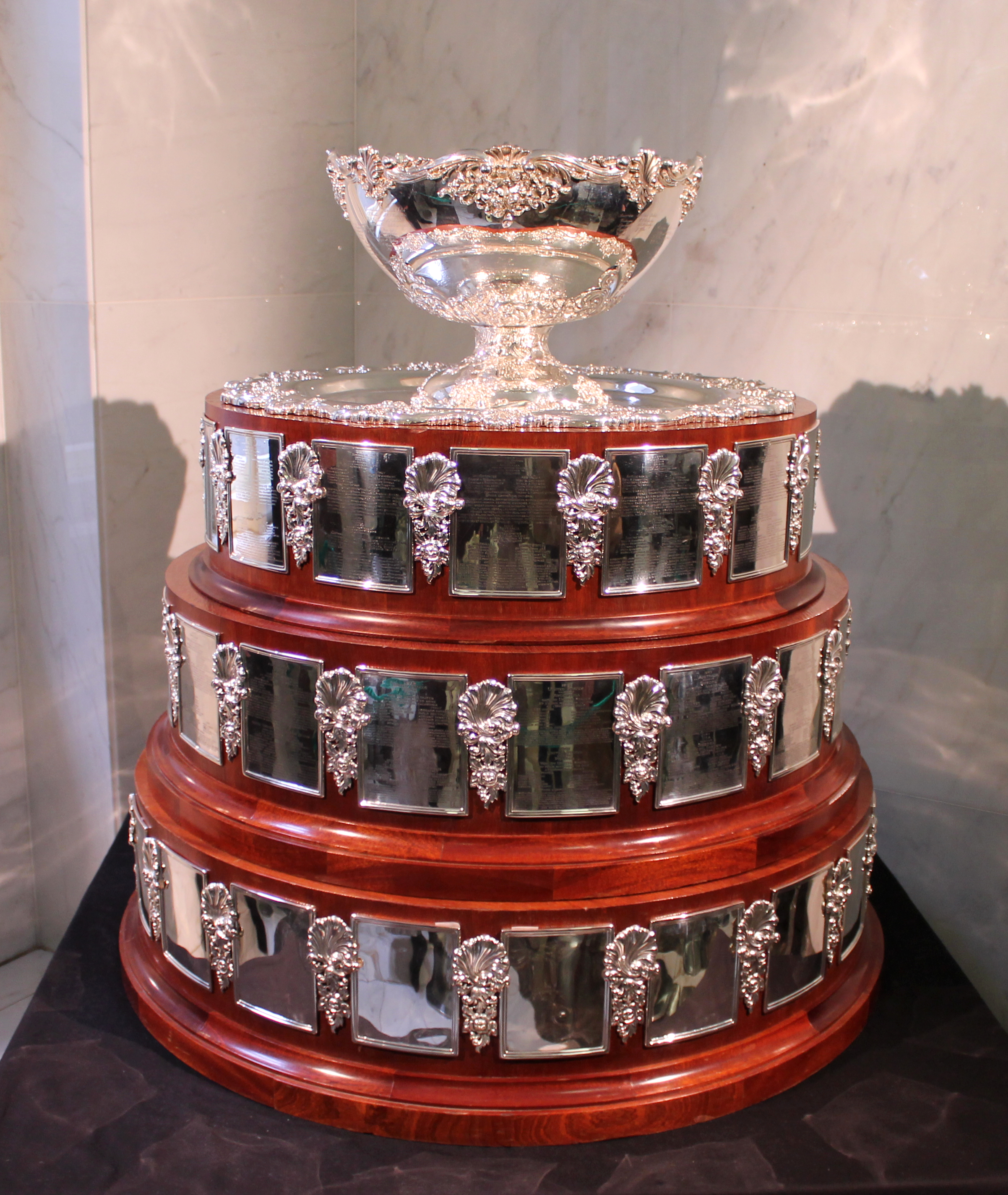
Il trofeo della Coppa Davis, detta linsalatiera

Nel 1898 Dwight Filley Davis, che faceva parte della squadra di tennis dell'Università di Harvard, decise di formare un torneo con l'idea di sfidare la squadra britannica. Il primo incontro tra Stati Uniti e Gran Bretagna si giocò al Longwood Cricket Club di Boston in Massachusetts nell'International Lawn Tennis Challenge 1900. La vittoria andò ai padroni di casa che si imposero con il risultato di tre a zero. Nel 1904 la competizione si aprì a nuove nazionali come Belgio e Francia.
Inizialmente il torneo era conosciuto come International Lawn Tennis Challenge. Nel 1946 fu ribattezzato Coppa Davis (in inglese Davis Cup) in onore del fondatore morto nel 1945. Questa competizione si è diffusa a livello mondiale inserendo nei propri tabelloni un numero sempre crescente di rappresentative nazionali di tennis maschile. Nell'anno del centenario, 1999, 130 nazionali hanno partecipato a questo torneo.

## Formazione dell'ITF
Dalle radici della Coppa Davis e dal bisogno di fondare una federazione internazionale del tennis, nel 1913 dodici federazioni nazionali si accordarono per formare l'International Tennis Federation, abbreviata in ITF. La federazione stabilì le regole definitive del tennis nel 1924, e da allora quelle regole sono state cambiate pochissime volte. Uno dei cambiamenti maggiori fu l'introduzione del tie-break nel 1970.
Nel 1954 fu fondata anche la International Tennis Hall of Fame, un museo non-profit a Newport (Rhode Island).

### Fed Cup

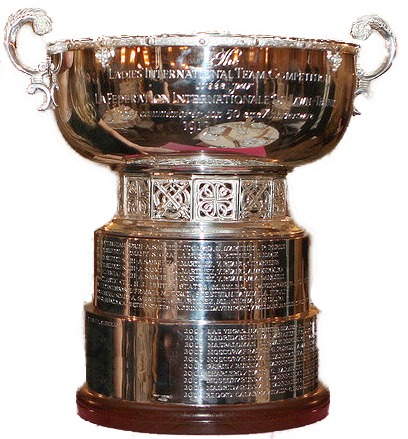
Il trofeo della Fed Cup

L'idea di organizzare un torneo simile alla Coppa Davis a livello di tennis femminile venne concepita per prima nel 1919 da Hazel Hotchkiss Wightman. Nel 1923 Hazel donò un trofeo, che sarebbe stato ribattezzato Wightman Cup, messo in palio in un torneo disputato annualmente tra le due più forti nazionali femminili di tennis dell'epoca: quella statunitense e quella britannica.
Nel 1962 l'idea di Hazel Hotchkiss Wightman venne ripresa da Nell Hopman, la quale voleva organizzare un torneo a squadre femminili. Questa convinse l'ITF a organizzare il torneo così nel 1963 nacque la Federation Cup (nel XXI° secolo conosciuta come Fed Cup) in occasione del 50º anniversario della fondazione della ITF. In questa prima edizione parteciparono 16 nazionali in una competizione che si svolgeva nell'arco di una settimana. Negli anni novanta oltre settanta nazionali partecipano alla Fed Cup e così nel 1992 vennero introdotti i gironi di qualificazione regionali. Nel 1995 la struttura della Fed Cup si uniformò a quella della Coppa Davis diventando un torneo che si disputa nell'arco di un anno con incontri tra nazionali che si giocano in alcuni weekend particolari della stagione.

### Tornei per professionisti
L'attività tennistica professionale risale al 1883 quando pochi professionisti iniziarono a sfidarsi in singole partite d'esibizione e brevi tornei.
Nell'era pre-open i più forti giocatori professionisti erano sotto il contratto di un promoter. Per esempio Suzanne Lenglen e Vincent Richards girarono il Nord America con un contratto promosso da Charles C. Pyle. I promoter controllavano i loro giocatori che non sempre, per questo motivo, potevano partecipare ai tornei che loro desideravano disputare a differenza dei dilettanti che non avevano ostacoli in questo senso, essendo però supervisionati dalle federazioni nazionali e internazionali. Nel 1939 Norman Brookes, presidente della federazione australiana, decise di non mandare al torneo di Wimbledon gli atleti australiani perché si dovevano preparare per la Coppa Davis. Molti grandi giocatori australiani come John Bromwich o Adrian Quist decisero di andare negli USA piuttosto che a Wimbledon.

### Tour professionistici

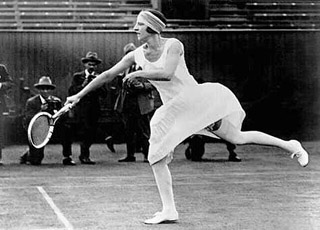
Suzanne Lenglen

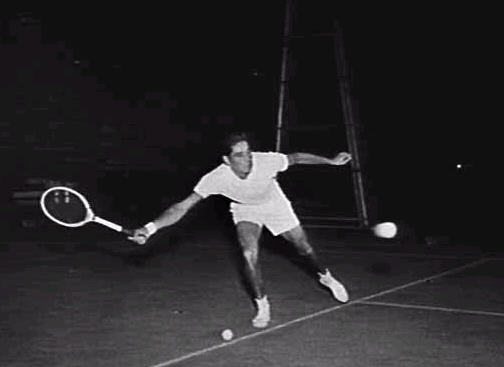
Pancho Gonzales

Molti tennisti professionisti partecipavano a dei tornei detti pro tours che erano delle sfide uno contro uno.
Nel 1926 il promoter C.C. Pyle organizzò un primo tour professionistico con un gruppo di tennisti provenienti dagli Stati Uniti e dalla Francia che parteciparono a dei match di esibizione sovvenzionati dai soldi pagati dagli spettatori che desideravano assistere a questi match.. I primi due grandi giocatori professionisti della storia sono stati: lo statunitense Vinnie Richards e la francese Suzanne Lenglen.
Dal momento in cui un tennista decideva di diventare professionista non poteva partecipare ai tornei del Grande Slam.
Nel 1920 in Francia si organizzò la Bristol Cup, ossia il primo torneo con cadenza annuale al quale partecipavano tutti i migliori tennisti dell'epoca e negli anni seguenti numerosi altri tornei furono allestiti: poi annualmente si disputarono i campionati professionali di tennis.
Negli anni dell'era pre-open i tennisti preferivano giocare i pro tours piuttosto che dei tornei convenzionali; questo perché gli introiti di un match tra due "stelle" erano maggiori di un montepremi vinto in un torneo che si protraeva per diversi giorni. Per esempio Fred Perry guadagnò 91.000 dollari americani in un tour in Nord America dove si confrontò con Ellsworth Vines, ma solo 450 dollari per la sua vittoria all'U.S. Pro Tennis Championships 1938. Vines non disputò nessun torneo nel 1937 e nel 1938. Vines giocò solo settanta match in due tour.
Ancora negli anni cinquanta i professionisti preferirono i tour ai tornei. Durante i suoi primi cinque mesi da professionista (dal gennaio al maggio 1957) Ken Rosewall giocò 76 incontri in un tour contro Pancho Gonzales ma solo nove incontri nei tornei convenzionali. Nel 1952 solo sette tornei professionistici furono disputati dai migliori giocatori del mondo, mentre gli altri due (Wembley Championship e German Pro Championships) erano riservati ai giocatori del Paese organizzatore. Solo durante gli anni sessanta i tornei divennero più importanti dei tour. Altri due protagonisti del periodo sono stati René Lacoste e Nicola Pietrangeli.

### Pro Championships (Pro Slams)

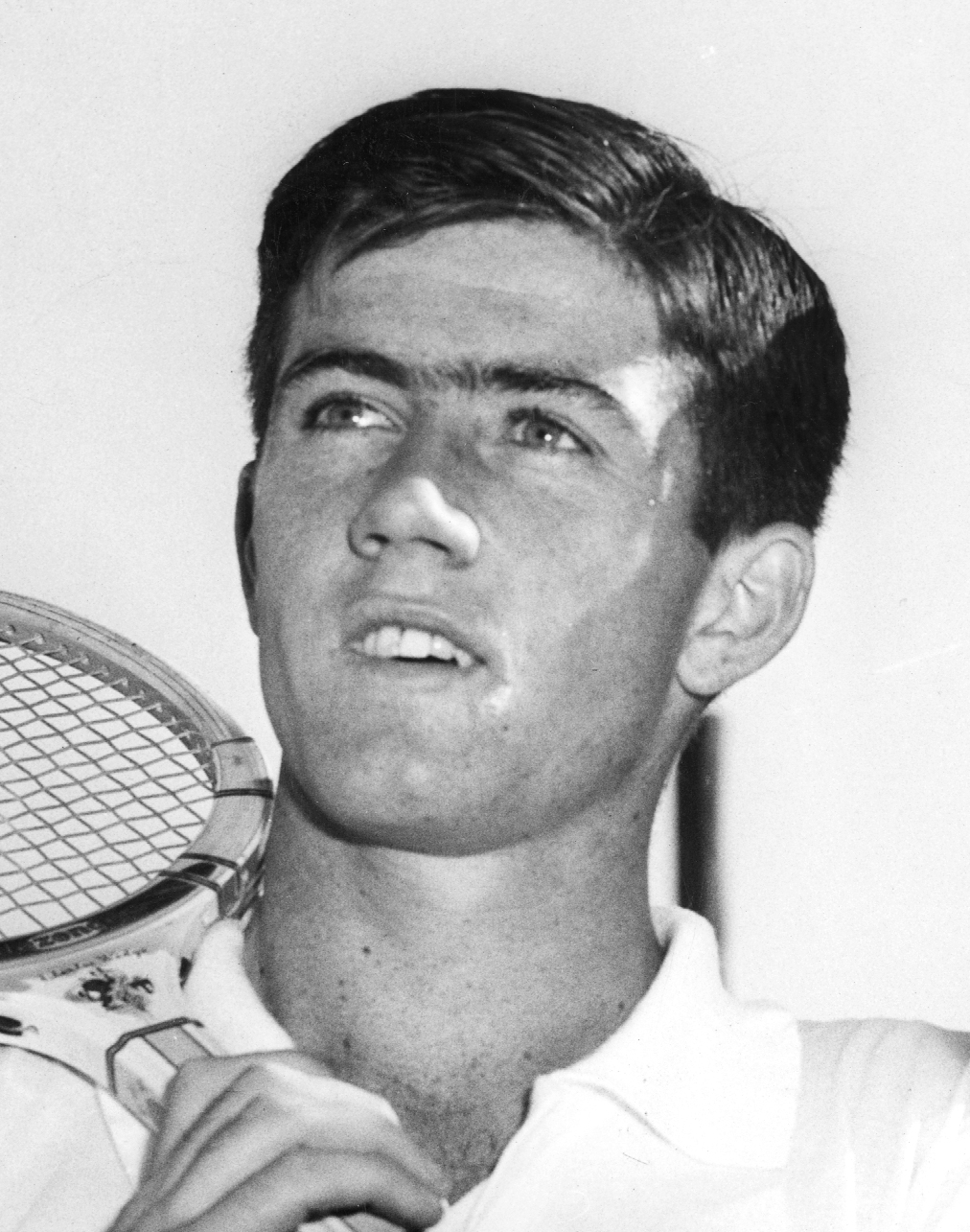
Ken Rosewall

In aggiunta alle esibizioni uno contro uno furono introdotti dei tornei annuali chiamati Championships. Il più prestigioso fu il Wembley Championship, disputato nella Wembley Arena in Inghilterra dal 1934 al 1990. Il più antico era lo U.S. Pro Tennis Championships, giocato dal 1927 al 1999. Tra il 1954 e il 1962 si giocò un torneo indoor a Cleveland che fu chiamato World Professional Championships. Il terzo "Major" per i professionisti era il French Pro Championship, giocato dal 1930 al 1968. Il British e l'American Chammpionships continuarono a essere disputati anche nell'era Open, ma divennero dei tornei minori e furono retrocessi da tornei Major a tornei minori. Un altro torneo importante fu il Tournament of Champions disputato dal 1956 al 1959. Nel 1956 si giocò a Los Angeles, nel 1957, 1958 e 1959 a Forest Hills. Nell'agosto del 1967 si disputò il Wimbledon Pro il primo torneo professionistico della storia mai disputato a Wimbledon.

## Era Open
Da più di 40 anni si parlava di aprire i tornei anche ai professionisti, ma le proposte erano sempre state bocciate dai conservatori della International Lawn Tennis Federation (ILTF, che in seguito prenderà il nome International Tennis Federation). Nel 1967, la proposta della Federazione tennistica britannica di aprire ai professionisti alcuni dei tornei fu respinta dalla ILTF. Nonostante le minacce di espulsione dall'ILTF, la federazione britannica reagì abolendo per i propri tornei la distinzione tra professionisti e dilettanti. Questa rivoluzionaria presa di posizione portò a una riunione straordinaria dell'ILTF nel marzo 1968, al termine della quale fu annunciata l'approvazione di 12 tornei Open inaugurando così l'era Open.
Il primo incontro open della storia fu disputato il 22 aprile del 1968 tra l'australiano Owen Davidson e lo scozzese John Clifton al primo turno dei British Hard Court Championships di Bournemouth. Il primo punto dell'era Open fu giocato alle 13:43 (UTC) e ad aggiudicarselo fu il giocatore britannico. Il match fu invece vinto da Davidson con il punteggio di 6-2, 6-3, 4-6, 8-6. Il primo dei tornei del Grande Slam ad "aprire" fu l'Open di Francia 1968; il singolare maschile fu vinto da Ken Rosewall, che in finale sconfisse al quarto set Rod Laver. Il torneo femminile fu vinto dalla statunitense Nancy Richey che in finale ebbe la meglio al terzo set sulla britannica Ann Haydon Jones. La parola open in inglese significa aperto e indica l'apertura ai professionisti da parte della federazione tennistica internazionale nel 1968 dei tornei che fino ad allora erano riservati ai dilettanti, dotandoli dei relativi montepremi in denaro.

### La formazione del WCT e del NTL

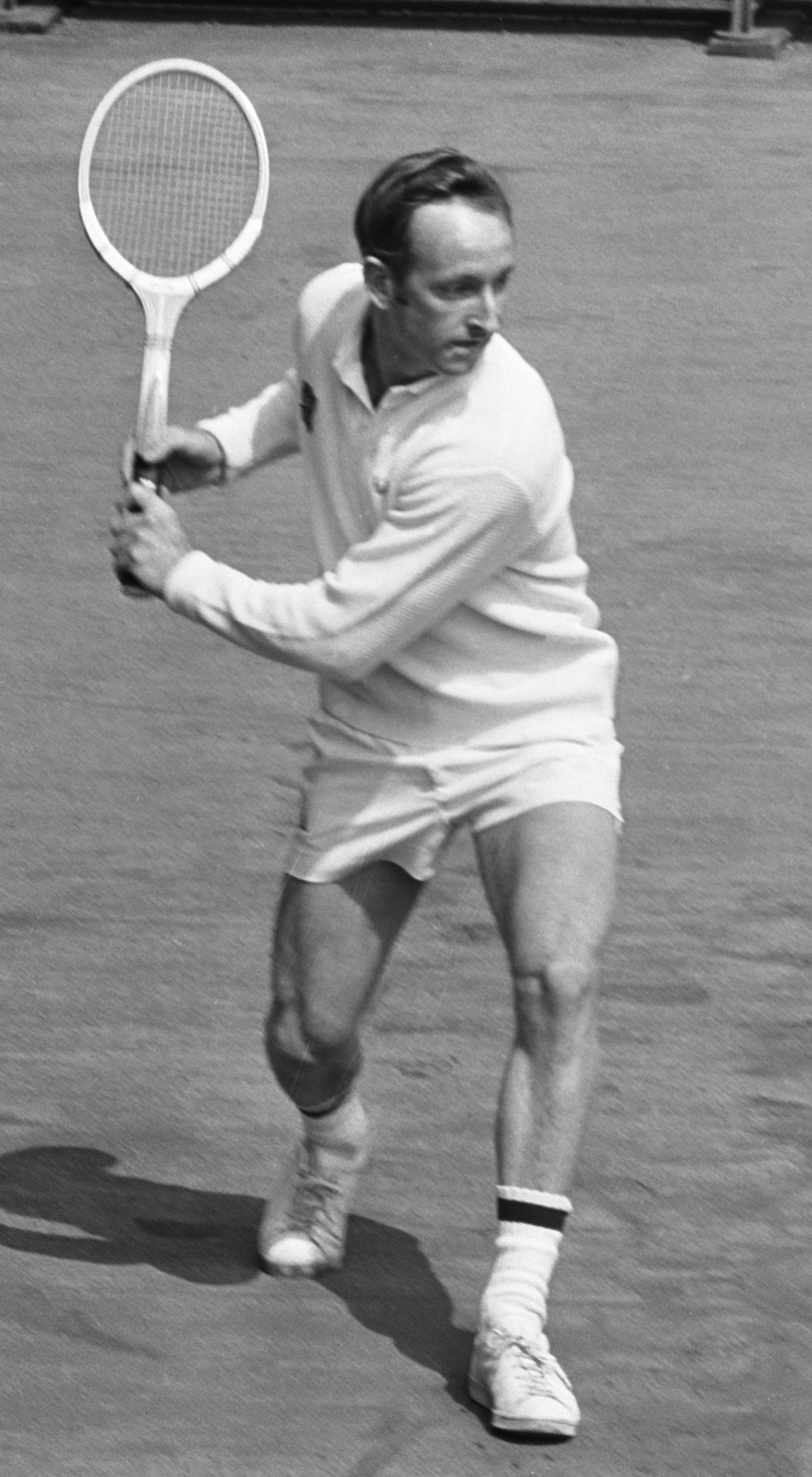
Rod Laver, ultimo vincitore del Grande Slam

Nel 1967 nacquero le due organizzazioni professionistiche National Tennis League (NTL), fondata dall'ex capitano della squadra statunitense di Coppa Davis George MacCall, e la World Championship Tennis (WCT), fondata dall'impresario di New Orleans Dave Dixon e finanziata dalla "Dallas oil" gestita dal magnate del football americano Lamar Hunt. Ambedue misero sotto contratto alcuni tra i migliori giocatori professionisti e dilettanti quindi sia l'una che l'altra organizzarono un proprio circuito mondiale. La nascita di queste due associazioni ebbe un ruolo fondamentale per l'apertura al professionismo dei tornei riservati ai dilettanti.
- La National Tennis League (NTL) di George MacCall includeva Rod Laver, Roy Emerson, Ken Rosewall, Andrés Gimeno, Pancho Gonzales e Fred Stolle.
- Il World Championship Tennis (WCT) di Dave Dixon includeva John Newcombe, Tony Roche, Nikola Pilić, Roger Taylor, Pierre Barthes, Butch Buchholz, Cliff Drysdale e Dennis Raltson.

I professionisti sotto contratto erano pagati dai promotori e non avevano libertà di scegliere i tornei ai quali partecipare. Nel 1968 i giocatori del WCT non furono autorizzati a partecipare all'Open di Francia; nel 1970 i giocatori della NTL non parteciparono all'Australian Open; ancora nel 1970 nessuna delle due organizzazioni permise ai suoi tennisti di partecipare all'Open di Francia.

### Formazione del Grand Prix
Nell'Era Open i promotori dell'NTL e del WCT iniziarono a controllare tutti i tornei. Per esempio se Wimbledon non avesse voluto pagare il prezzo che i promotori gli proponevano, la squadra non avrebbe giocato. Per evitare che ciò succedesse Jack Kramer, campione negli anni quaranta e cinquanta, in seguito divenuto promotore, istituì il Grand Prix di tennis nel 1969. Nacque dall'accordo fra la ILTF, l'associazione dei giocatori e i direttori dei maggiori tornei, ciascuna di queste tre componenti aveva tre membri nel Grand Prix Committee, che avrebbe poi preso il nome Men’s International Professional Tennis Council (MIPTC) ed era composto da questi nove membri. Il Grand Prix si basava su un sistema a punteggio che incoraggiava anche i giocatori professionisti a partecipare regolarmente per ottenere le qualificazioni per il grande evento.
Nel 1970 solo pochi professionisti sotto contratto si presentarono agli Open di Francia. L'ITF (International Tennis Federation) (allora conosciuta come ILTF, International Lawn Tennis Federation), allarmata dal potere dei promotori, approvò la proposta di Kramer. Il Grand Prix consisteva di 27 tornei (tra cui anche tre del Grande Slam), iniziò il 28 aprile e finì il 1º novembre a Stoccolma.

### Formazione dell'ATP

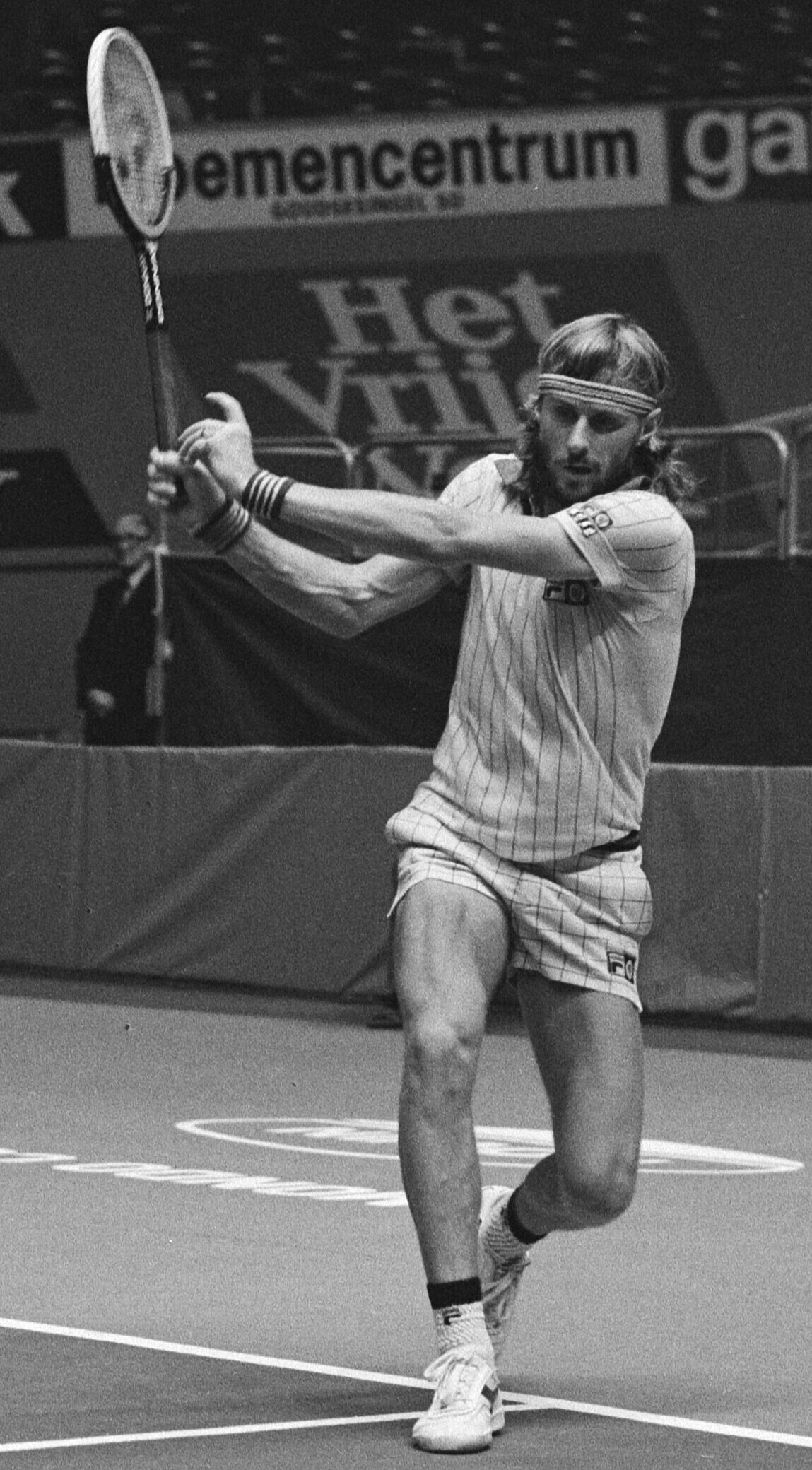
Björn Borg

I primi tornei WCT furono disputati nel febbraio 1968 e i primi tornei NTL nel marzo dello stesso anno. Nella primavera del 1970 il WCT inglobò la NTL. L'Australian Open era un torneo WCT mentre Wimbledon, l'Open di Francia e l'US Open erano eventi del Grand Prix. Alla fine del 1970 un gruppo di giornalisti stilò la classifica dei migliori giocatori del mondo. Il WCT ne approfittò per invitare i trentuno giocatori in cima alla classifica a partecipare ai tornei WCT. Infatti, nel 1971, la maggioranza dei migliori giocatori del mondo partecipò ai tornei WCT e non al Grand Prix.
Nel 1972 il conflitto fra ILTF, gestore del Grand Prix, e WCT, gestore dei tornei WCT, divenne così forte che i giocatori del WCT ricevettero il divieto di partecipare a ogni torneo del Grand Prix. Così all'US Open, dove si riunirono tutti i professionisti migliori del mondo, venne formato un sindacato che tutelava i diritti dei tennisti di professione e si proteggeva sia dalla ILTF che dal WCT. Nacque così, nel settembre 1972, la Association of Tennis Professionals, abbreviata in ATP. Tra gli anni '70 e '80 la scena del tennis mondiale fu dominata dai fantastici quattro Björn Borg, Jimmy Connors, John McEnroe e Ivan Lendl. L'ATP nel 1990 istituì l'ATP Tour, sostituto del Grand Prix.
Negli anni '90 il tennis moderno è dominato da tennisti come Jim Courier, Boris Becker e Andre Agassi. Negli anni 2000 e 2010 il tennis moderno è dominato dai magnifici quattro Roger Federer, Rafael Nadal, Novak Đoković e Andy Murray. Nei primi anni 2020, dopo il ritiro di Roger Federer, Andy Murray e Rafael Nadal, continua il dominio di Novak Đoković, contrastato da Daniil Medvedev, Alexander Zverev, Stefanos Tsitsipas, Casper Ruud, Jannik Sinner e Carlos Alcaraz. Quest'ultimo ottiene numerosi successi ai massimi livelli e si rivela capace di battere diversi record di precocità, tra cui quello del più giovane numero 1 del Ranking ATP di sempre.
Il tennis italiano, dopo Nicola Pietrangeli negli '50 e '60 e Adriano Panatta, Corrado Barazzutti, Paolo Bertolucci e Tonino Zugarelli negli anni '70, negli anni '80 ha visto un lieve declino, per poi tornare a livelli discreti livelli negli anni '90 e 2000. Nel 2018 Marco Cecchinato e nel 2019 Matteo Berrettini hanno raggiunto, dopo Panatta e Barazzutti, una semifinale Slam. Sempre Berrettini ha conseguito nel 2021 il miglior risultato fino ad allora a Wimbledon per un tennista italiano raggiungendo la finale, persa contro Novak Đoković mantre Sinner dal 10 giugno 2024 diviene il numero uno del ranking ATP.

## Tennis professionistico femminile

Chris Evert

L'era del tennis professionistico per le donne iniziò nel 1926 quando la numero uno mondiale Suzanne Lenglen accettò un compenso di 50.000 dollari per disputare una serie di sfide contro la tre volte campionessa degli U.S. National Championships Mary K. Browne. Questa serie terminò nel 1927 e le tenniste non giocarono più a livello professionistico fino al 1941 quando Alice Marble disputò esibizioni contro Mary Hardwick. La seconda guerra mondiale fece annullare la maggior parte dei tornei principali e molte giocatrici furono costrette ad aiutare le truppe del proprio Paese.
Nel 1947 il tennis professionistico femminile ritorna con una breve serie di match di esibizione tra Pauline Betz e Sarah Palfrey Cooke entrambe vincitrici degli U.S. National Championships. Nel 1950-1951 Bobby Riggs ingaggiò Betz e Gussie Moran per giocare un pro tour contro Jack Kramer e Pancho Segura. Althea Gibson nel 1958 diventò professionista e si unì a Karol Fageros ("the Golden Goddess") per aprire le esibizioni degli Harlem Globetrotters per una stagione. Nel 1967 il promoter George McCall ingaggiò Billie Jean King, Ann Jones, Françoise Dürr e Rosie Casals per accompagnare altri otto tennisti nel suo tour per due anni.
Nel 1970 l'organizzatore del Pacific Southwest Championships di Los Angeles Jack Kramer offrì alle giocatrici un montepremi di 7.500 dollari a fronte di quello maschile da 50.000 dollari. Quando Kramer rifiutò di equiparare i due montepremi Billie Jean King e Rosie Casals boicottarono l'evento. L'editrice della rivista World Tennis Gladys Heldman, con il finanziamento dell'industria del tabacco Philip Morris organizzò il primo circuito professionistico femminile che prese il nome Virginia Slims, una marca di sigarette lanciata sul mercato in quel periodo dalla Philip Morris. Nella stagione 1971-1972 il tour professionistico femminile offrì un montepremi pari quasi a dieci volte quello offerto dagli altri circuiti femminili. La Federazione tennistica statunitense (USLTA) inizialmente non riconobbe il nuovo tour, lo avallò in seguito e, su iniziativa dell'USLTA, il circuito Virginia Slim e un circuito femminile rivale si fusero nel 1973, poco prima della fondazione della Women's Tennis Association.

Martina Navrátilová

Quello stesso anno gli US Open ripartirono il montepremi in parti uguali tra gli uomini e le donne. Billie Jean King, la tennista che più di tutte si era battuta per la causa del tennis femminile tra il 1971 e 1972, guadagnò oltre 100.000 dollari. Nella famosa Battaglia dei sessi, match di esibizione contro Bobby Riggs nel settembre del 1973, la King focalizzò l'attenzione mediatica sul tennis e sullo sport professionistico femminile. Sempre nel 1973 fu fondata la Women's Tennis Association, la principale associazione delle tenniste professioniste. Questa organizzò il WTA Tour, circuito di tornei professionistici internazionali sponsorizzati da: Virginia Slims (1971–78), Avon (1979–82), Virginia Slims di nuovo (1983–94), J.P. Morgan Chase (1996–2000), Sanex (2001), Home Depot (2002), e Sony Ericsson (2006). Dal 1984 al 1998 la finale dei Masters si giocò al meglio dei cinque set, unico caso tra i tornei femminili. Nel 1999 le finali si giocarono al meglio dei tre set.
Tra le più forti giocatrici della storia del tennis femminile le uniche ad aver vinto tutti i tornei del Grande slam, in singolare e in doppio, ci sono Margaret Court, Doris Hart, Shirley Fry, Martina Navrátilová e Serena Williams. Fra le tenniste italiane di maggiore successo vi sono Flavia Pennetta, Francesca Schiavone, Sara Errani e Roberta Vinci, che hanno vinto alcune edizioni di Fed Cup, alcuni titoli del Grande Slam e hanno raggiunto la top 10 del ranking WTA.